# Spilosoma scotica
Spilosoma scotica är en fjärilsart som beskrevs av Tutt 1902. Spilosoma scotica ingår i släktet Spilosoma och familjen björnspinnare. Inga underarter finns listade i Catalogue of Life.